# Putsaarenkurkku
Putsaarenkurkku är en fjärd i Finland. Den ligger i landskapet Egentliga Finland, i den sydvästra delen av landet, 210 km väster om huvudstaden Helsingfors.
Putsaarenkurkku avgränsas av Laattiskeri i sydväst, Putsaari i väster, Iso Lanholmi och Pitkä Huuaskari i norr, Lepäinen i nordöst, Iso-Haidus i öster samt Kirsta i sydöst.